# Umsonst!
Umsonst! ist eine Posse mit Gesang und Tanz in drei Akten von Johann Nestroy. Die Uraufführung fand am 7. März 1857 im Theater an der Wien statt.

## Inhalt
Der Schauspieler Arthur ist verliebt in Emma, die von Fräulein Anastasia im Auftrag ihres Vormunds, des Fabrikanten Finster, aufgezogen wird. Dieser ist strikt gegen eine Verbindung seines Mündels mit dem Schauspieler und hat für sie bereits seinen Neffen und Erben als Gatten ausgesucht. Deshalb will Arthur mit Emma flüchten, sein Theaterkollege Pitzl soll ihm dabei helfen. Aber vorher reist Finster mit Emma nach Braunau ab, nachdem er den vermeintlichen Liebhaber, den Pitzl spielt, bestechen will:
„Gut, sie sollen die hundert Gulden haben, und sie entsagen dafür meiner Mündel gänzlich und allsogleich.“ (I. Akt, siebzehnte Scene)
Im Gasthaus Sauerfaß in Braunau sind die Wirtstochter Sali und der Kellner Georg ebenfalls ein Liebespaar, ganz gegen den Willen des Vaters, der sich für sehr schlau hält:
„Aber ich bin einer, der alles herauskriegt. Was? Schad' um mich! Hier ist nichts zu machen; ich sollt' englisch lernen und schau'n, dass ich eine Unterkunft als Lord Oberrichter find'.“ (II. Akt, achte Scene)
Arthur und Pitzl versuchen, durch ein Verwirrspiel mit vielen Theaterkostümen und -requisiten dem Gastwirt weiszumachen, dass der für Sali vorgesehene Bräutigam Ignaz ein arroganter Wiener Schnösel sei. Als dieser eintrifft und von Sauerfaß für Arthur gehalten wird, ist die Verwirrung komplett, auch Ignaz' Vater trägt das seine dazu bei. Sauerfaß hält schließlich sogar Georg für den Neffen Finsters und betreibt eine schnelle Hochzeit mit Sali, um sich den reichen Erben nicht entgehen zu lassen. Endlich stellt sich heraus, dass der wahre Neffe Arthur ist und alles löst sich in Wohlgefallen auf. Pitzl, der jede Gelegenheit ergriffen hat, ein paar Gulden zu erlangen, resümiert:
„Umsonst! Mit einem Wort: Die Liebenden haben sich, alles übrige rein umsonst!“ (III. Akt, vierunddreißigste Scene)

## Werksgeschichte
Obwohl auf dem Theaterzettel vermerkt wurde, „Die Handlung ist dem Französischen nachgebildet“, hat das Werk Nestroys als Vorlage in Wirklichkeit die ungarische Posse Liliomfi von Ede Szigligeti (Pseudonym für Joseph Szathmáry). Diese Posse wurde am 21. Dezember 1849 erstmals am Budapester Nationaltheater aufgeführt und ist im Repertoire bis in die Neuzeit verblieben. Am 1. und 4. Juli 1856 wurde es im Theater in der Josefstadt, am 24. Juli desselben Jahres im Theater an der Wien durch ungarische Schauspieler präsentiert. Vom Wiener Tänzer und Ballettmeister Kaczér soll Nestroy Handlung und Übersetzung erhalten haben. In zwei Briefen aus Reichenau an der Rax vom 16. und 21. Juli 1856 berichtete Nestroy, er arbeite schon eifrig an dem Stück und hoffe, dass Frau Kaczér nicht zu viel herumerzähle, es könne ihm sonst noch „eine andere Bühne zuvorkommen“. Hier behauptete Nestroy auch, das Original wäre eigentlich nicht ungarischen, sondern französischen Ursprungs. (Näheres dazu im Kapitel Neuzeitliche Interpretationen)
Die dreiaktige Fassung erlebte insgesamt 13 Aufführungen, die letzte am 30. März. Wegen der Missfallensäußerungen des Publikums über die Länge des Stückes kürzte Nestroy (oder ein von ihm Beauftragter) den Text auf einen Akt zusammen, wobei die Szenen 1–5 und teilweise 9 des 1. Aktes gestrichen wurden, die Akte 2 und 3 komprimiert, die Schlussszene (im Einakter nunmehr die 17.) blieb mit leicht verändertem Text bestehen. Der Ort der Handlung wurde auf den Gasthof Sauerfaß in Braunau beschränkt. Dieser Einakter wurde ab 4. Jänner 1858 gegeben und erlebte bis 1860 insgesamt 25 Aufführungen, ab 2. März 1861 wurde er am Treumann-Theater wieder aufgenommen (bei den ersten sieben Aufführungen spielte Nestroy noch mit, zuletzt am 19. Februar 1862).
Während der Vorarbeiten versuchte Nestroy verschiedene „sprechende“ Namen – für den Fabrikanten Finster: Pimpl, Schlapp, Stutzig, Angstmeyer, Zeberl, Watschler, Schandler, Angstiger; für den Wirten Sauerfaß: Bierkopf; für Frau Zeppelmeyr: Frau Sandl.
Johann Nestroy spielte bei der Premiere am 7. März 1857 den Pitzl, Karl Treumann den Arthur, Wenzel Scholz den Sauerfaß, Alois Grois den Finster, Friedrich Hopp den Gschlader, Franz Gämmerler den Meyr. Dlle. Zöllner fiel im letzten Moment aus und wurde laut einer Kritik von Moritz Gottlieb Saphir „ganz unerquicklich und abstoßend besetzt“. Bei der Premiere des Einakters am 4. Jänner 1858 verblieben Nestroy, Treumann, Scholz, Grois und Gämmerler in ihren Rollen, Dlle. Zöllner spielte diesmal mit. Bei dieser Premiere wurde das gekürzte Stück zusammen mit drei anderen Einaktern gegeben: Den Anfang machte Umsonst!, dann folgte Schöne Seelen finden sich von Louis Julius, Othellerl, der Mohr von Wien von Karl Meisl, den Schluss machte Zimmer und Cabinet zu verlassen von Anton Bittner.
Nur wenige Reste von Nestroys Manuskripten sind erhalten geblieben. Ein Entwurf, betitelt Comödiant mit den Szenen 1–4 und teilweise 5, sowie die Szenen 6–9 des 1. Aktes im Konzept, alles mit noch nicht endgültiger Namensgebung der Personen; ein titelloses Manuskript mit den Szenen 10–12 des 1. Aktes; zwei titellose Blätter mit den unvollständigen Szenen 14, 15 und 16 des 2. Aktes; ein flüchtiges Szenar, ebenfalls mit dem Titel Comödiant.
Von der gekürzten einaktigen Fassung, Titel Umsonst, gibt es noch zwei Manuskripte von fremder Hand, das Soufflierbuch und ein Theatermanuskript mit einigen Unterschieden gegenüber den anderen Versionen.
Eine Partiturabschrift mit dem Titel Umsonst. von Herrn Dirctor Johann Nestroi (sic!) Musik. von Carl Binder. Kapellmeister ist erhalten, ebenso eine Abschrift für 24 Instrumentalstimmen.

## Zeitgenössische Rezeption
Die Aufnahme durch das Publikum – besonders nach der Kürzung – war durchaus beifällig, vor allem die gute Rollenbesetzung fand Anklang; die Pressestimmen waren eher vorsichtig ablehnend bis neutral.
Am Tag nach der Premiere schrieb die Wiener Vorstadt-Zeitung (8. März, Nr. 66) in diesem Sinne:
„Der Erfolg des gestrigen Abends war, gestehen wir es offen, ein zweifelhafter und der günstige Theil desselben ist zumeist dem trefflichen Zusammenspiele sämmtlicher Betheiligten zu verdanken.“
Die Wiener Theaterzeitung (Nr. 56, S. 239) von Adolf Bäuerle rezensierte einigermaßen lobend, ebenso das Fremden-Blatt (Nr. 55), sowie die Blätter für Musik, Theater und Kunst (Nr. 20, S. 80), alle drei vom 10. März.
Der Wanderer vom 10. März 1857 (Nr. 111) kritisierte besonders den unheilvollen indirekten Einfluss Karl Treumanns auf das Stück:
„[…] welche nur geschrieben zu sein scheinen, um Herrn Treumann Gelegenheit zur Produzierung seiner hinlänglich bekannten und über Gebühr gepriesenen Künste zu verschaffen. Aus der ganz billigen Rücksichtnahme auf die Fähigkeiten der einzelnen Darsteller bei Zeichnung der Charaktere ist längst und überall die Unsitte des Rollen-auf-den-Leib-Schreibens hervorgegangen, welche den Ruin aller dramatischen Poesie werden muss. […] Der Posse fehlt die Schürzung des Knotens, fehlen originelle komische Situationen, fehlt der witzige Dialog, mit einem Worte alles, was reizt und unterhält und was man in seinen [Nestroys] Stücken sonst zu finden gewohnt war.“
Saphirs Zeitschrift Der Humorist, sonst eher Nestroy-kritisch eingestellt, brachte am 11. März (Nr. 67, S. 268) einen eher beiläufigen Kurzbericht:
„Nestroys neuestes Product: ‚Umsonst‘, welches sofort nach dem ersten Abend gekürzt wurde, erfreut sich eines stets wachsenden Beifalles.“
Das damals beliebte Monatsblatt Hans-Jörgel von Gumpoldskirchen berichtete am 16. März (11. Heft, S. 22) in der für diese Zeitschrift gewohnten Diktion:
„Nestroys neue Posse: ‚Umsonst‘ is wohl nit die beste Posse, die der Großmeister der Posse g'schrieben hat, verdient es aber nit, daß hie und da so hart der Stab drüber gebrochen wird.“
Die einaktige Version wurde nur in wenigen Zeitschriften besprochen, der Benefizabend für Karl Treumann erhielt dabei insgesamt vernichtende Kritiken.
Der Humorist vom 5. Jänner 1858 (Nr. 3, S. 4) schrieb:
„Die Noth an Novitäten, die althergebrachte Sucht den Beneficabend zu einem besonderen zu gestalten, verleitete sicherlich auch diesmal den Beneficianten zu einer der kunterbunstesten Zusammenstellungen. […] Nestroy's ‚Umsonst‘ und der alte ‚Othellerl‘, beide neu in Scene gesetzt, erregten noch die meisten Lacher. Ersteres besitzt recht drastische Einzelheiten, […]“
In der Presse, ebenfalls vom 5. Jänner (Nr. 3), fiel die Kritik noch kräftiger aus:
„Der erste Act von ‚Umsonst‘ und Nestroy's Leistung in demselben wurden zwar sehr beifällig aufgenommen, [die anderen Stücke] langweilten in hohem Grade, so daß die Vorstellung höchst unerquicklich endete.“
In der Ost-deutschen Post (Nr. 3) vom selben Tag wurde einzig Nestroys Stück an diesem Abend einigermaßen positiv beurteilt; ebenso urteilten die Wiener Vorstadt Zeitung, die Morgen-Post (Nr. 3) und das Fremden-Blatt (12. Jahrgang, Nr. 3).

## Spätere Interpretationen
Otto Rommel stellt dieses Werk Nestroys zu denjenigen, die er als „Schauspielerstücke“ bezeichnet, wie auch die Theaterg’schichten (1854) und das nicht aufgeführte „Nur keck!“ (1855). Der Autor bliebe dabei in einem ihm nur allzu gut bekannten Sujet, dem Theater. Diese Werke hätten keine andere Aufgabe, als speziell Nestroy und Treumann Gelegenheit zur Darstellung möglichst vieler unterschiedlicher Rollen und Verkleidungen in einem Stück zu zeigen, während Scholz als Kontrapunkt das statische Element verkörpere. Allerdings habe ihn bei Umsonst! die Reaktion des durch die ursprüngliche Langatmigkeit ermüdeten Publikums zu einer drastischen Reduzierung auf einen Akt genötigt.
Bei Fritz Brukner/Otto Rommel wird besonders darauf hingewiesen, dass die Frage des Originals nicht geklärt sei, da Nestroy möglicherweise zu Recht annehmen durfte, es sei nicht ungarischen Ursprungs; die Motive der Posse wären unzweifelhaft in der französischen und deutschen Possenliteratur belegbar. Nestroys Versuch, die ungarische Provenienz des Stückes nicht öffentlich auf dem Theaterzettel anzugeben, wäre aus seiner missbilligenden Haltung dem ungarischen Nationalismus gegenüber erklärbar. In etlichen Anekdoten dieser Zeit werde auf diese in Ungarn durchaus nicht freundlich glossierte Einstellung hingewiesen. Gegen den Autor von Liliomfi benahm er sich nach einer Notiz in der Budapester Zeitschrift Hőlgyfutár durchaus korrekt, indem er ihm von sich aus eine bedeutende Entschädigung habe zukommen lassen. Dennoch gab es in der ungarischen Presse noch bis zum Anfang des 20. Jahrhunderts scharfe Angriffe: der Pester Lloyd (1908, Nr. 73) schrieb „Ein Plagiat Nestroys“; eine weitere Stimme aus dem gleichen Jahr lautete: „Nestroy ‚Umsonst‘ – ja és a ‚Liliomfi‘“ (Nestroys ‚Umsonst‘ – ist der ‚Liliomfi‘).
Eine Kritik des Literaturhistorikers Elemér Császár (1874–1940), dem Onkel des Mathematikers Ákos Császár, beklagte, dass „das beste ungarische Possenspiel und diese total unbedeutende Posse von Nestroy […] ein und dasselbe“ seien.
Helmut Ahrens weist ebenfalls auf die Diskussionen wegen der Herkunft des Stückes hin, besonders auf die teilweise recht heftigen Reaktionen in Ungarn. Auch die Tatsache, dass der Autor für sich, Treumann und Scholz Hauptrollen im Sinne eines „Schauspielerstückes“ hineingeschrieben habe, wird erwähnt.
Rio Preisner schreibt zum gleichen Thema, Nestroy hätte den ungarischen Ursprung unter anderem in der Meinung geleugnet, auch dieser habe ein französisches Vorbild gehabt, sieht jedoch einen noch wesentlicheren Grund dafür: „Die Ursache war rein politisch.“ Über die Rolle des Pitzl urteilt er:
„Schon durch diese einzige Gestalt eines Schauspielers, dessen alles durchdringender Verstand immerwährend die Illusion von Pathos und Phrase zerstört, übertraf Nestroy bei weitem die zahme ungarische Vorlage. Pitzls schauspielerischer Bankrott steht im Zeichen des unüberbrückbaren Gegensatzes von illusionärem bürgerlichem Theater des 19. Jahrhunderts und Nestroys kaum geduldetem Desillusionismus.“

## Verfilmung
1967 produzierte der Bayerische Rundfunk eine Verfilmung mit dem Titel Umsonst unter der Regie von Michael Kehlmann, der auch neue Gesangstexte verfasste. In den Hauptrollen waren Peter Weck als Arthur, Helmut Qualtinger als Pitzl und Fritz Eckhardt als Finster zu sehen.

## Text
- Text auf www.nestroy.at/nestroy-stuecke/77_umsonst